# 青江貞次
青江 貞次（あおえ さだつぐ、生没年不詳）は、鎌倉時代の刀工。守次の子。通称は右衛門亮。

## 経歴・人物
承元年間頃の備中国の人物。青江派の刀工。後鳥羽上皇の番鍛冶を務めた。国宝に指定された太刀一振りがある。